# ميخائيل أراد
ميخائيل أراد (بالإنجليزية: Michael Arad)‏ هو مهندس معماري أمريكي، ولد في 1969 في لندن في المملكة المتحدة.